# Johann Friedrich Schneider
Johann Friedrich Schneider (* 9. Januar 1804 in Hof; † 4. Dezember 1852 in Kronach) war ein deutscher Jurist. Er saß in der Frankfurter Nationalversammlung.

## Leben
Schneider war der Sohn eines Arztes. Er studierte von 1821 bis 1825 Jura in Erlangen, Heidelberg und Würzburg. In dieser Zeit wurde er Mitglied des Corps Baruthia und des Corps Bavaria Würzburg. Nach Beendigung seiner Studien war Schneider bis 1835 Rechtspraktikant und Landgerichtsfunktionär in Hof, dann Landgerichtsaktuar in Griesbach im Rottal. 1838 wurde er Landgerichtsassessor, zunächst ebenfalls in Griesbach, ab 1842 in Lichtenfels. Ab  Dezember 1848 war er Landrichter in Kronach.
Vom 18. Mai 1848 bis 3. Januar 1849 war Schneider Mitglied der Frankfurter Nationalversammlung (Württemberger Hof, Augsburger Hof). Nachfolger im Parlament wurde Johann Christoph Carl Gebhard.